# 秋嶋亮
秋嶋 亮（あきしま りょう）は、日本の社会学著作家。別名義に「響堂雪乃」がある。

## 来歴
東京外国語大学卒業後、日本国内や東南アジアでシステムインテグレーターとして勤務し、1999年より全国紙系媒体の編集長として書評、音楽評論、コラムを掲載し、退任後は社会学著作家に転向。ブログ・マガジン「独りファシズム Ver.0.3」を主宰し、グローバリゼーションをテーマに精力的な情報発信を行っている。

## 著書
- 『独りファシズム―つまり生命は資本に翻弄され続けるのか？―』（ヒカルランド、2012年） ISBN 978-4-86471-036-7
- 『略奪者のロジック―支配を構造化する210の言葉たち―』（三五館、2013年） ISBN 978-4-88320-578-3
- 『終末社会学用語辞典』（飯山一郎共著、白馬社、2016年） ISBN 978-4-907872-09-0
- 『植民地化する日本、帝国化する世界』（	ベンジャミン・フルフォード共著、ヒカルランド、2016年） ISBN 978-4-86471-381-8
- 『ニホンという滅び行く国に生まれた若い君たちへ―15歳から始める生き残るための社会学』（白馬社、2017年） ISBN 978-4-907872-14-4
- 『放射能が降る都市で叛逆もせず眠り続けるのか』（共著、白馬社、2017年） ISBN 978-4-907872-17-5
- 『北朝鮮のミサイルはなぜ日本に落ちないのか―国民は両建構造（ヤラセ）に騙されている―』（白馬社、2018年） ISBN 978-4-907872-24-3
- 『続・ニホンという滅び行く国に生まれた若い君たちへ―16歳から始める思考者になるための社会学』（白馬社、2019年） ISBN 978-4-907872-26-7
- 『略奪者のロジック　超集編―ディストピア化する日本を究明する201の言葉たち―』（白馬社、2020年） ISBN 978-4-907872-29-8
- 『ニホンという滅び行く国に生まれた若い君たちへOUTBREAK―17歳から始める反抗者になるための社会学』（白馬社、2021年） ISBN 978-4-907872-33-5
- 『無思考国家―だからニホンは滅び行く国になった―』（白馬社、2022年） ISBN 978-4-907872-36-6
- 『日本人が奴隷にならないために―絶対に知らなくてはならない言葉と知識―』（白馬社、2023年） ISBN 978-4-907872-38-0
- 『日本が世界地図から消える前に―最悪の時代を生き抜くための社会学―』（白馬社、2023年） ISBN 978-4-907872-40-3
- 『スマホに召集令状が届く日―ようこそ！戦争と独裁の未来へ―』（白馬社、2024年） ISBN 978-4907872410
- 『いい加減目覚めなさい―二ホンという滅び行く国に生まれた若い君たちへ・総集編 ―』（白馬社、2025年） ISBN 978-4907872427